# Ксантен
Ксантен (на немски: Xanten [ˈksantən]) е град на долен Рейн в северозападната част на Северен Рейн-Вестфалия, Германия с 21 273 жители (към 31 декември 2012).
Древният град Ксантен се намира на 35 км северозападно от Дуисбург.